# Olga Shalaguina
Olga Shalaguina –en ucraniano, Ольга Шалагіна– (Odesa, URSS, 12 de abril de 1983) es una deportista ucraniana que compitió en escalada, especialista en la prueba de bloques.
Ganó dos medallas en el Campeonato Mundial de Escalada, oro en 2005 y plata en 2009, y dos medallas en el Campeonato Europeo de Escalada, plata en 2010 y bronce en 2006.

## Palmarés internacional
| Campeonato Mundial | Campeonato Mundial       | Campeonato Mundial | Campeonato Mundial |
| Año                | Lugar                    | Medalla            | Prueba             |
| ------------------ | ------------------------ | ------------------ | ------------------ |
| 2005               | Múnich (Alemania)        | Medalla de oro     | Bloques            |
| 2009               | Xining (China)           | Medalla de plata   | Bloques            |
| Campeonato Europeo |                          |                    |                    |
| Año                | Lugar                    | Medalla            | Prueba             |
| 2006               | Birmingham (Reino Unido) | Medalla de plata   | Bloques            |
| 2010               | Innsbruck (Austria)      | Medalla de bronce  | Bloques            |